# Заслуженный пилот Республики Беларусь
«Заслуженный пилот Республики Беларусь» (бел. Заслужаны пілот Рэспублікі Беларусь) — почётное звание в Республике Беларусь. Присваивается по распоряжению Президента Республики Беларусь отличившимся пилотам гражданской авиации.

## Порядок присваивания

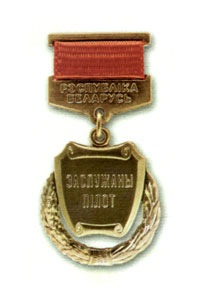
Изображение награды до 2020 года

Присваиванием почётных званий Республики Беларусь занимается Президент Республики Беларусь, решение о присвоении оформляется его указами. Государственные награды (в том числе почётные звания) вручает лично Президент либо его представители. Присваивание почётных званий Республики Беларусь производится на торжественной церемонии, государственная награда вручается лично награждённому, а в случае присваивания почётного звания выдаётся и свидетельство. Лицам, удостоенным почётных званий Республики Беларусь, вручают нагрудный знак.

## Требования
Почетное звание «Заслуженный пилот Республики Беларусь» присваивается пилотам первого класса, имеющим стаж работы в гражданской авиации не менее 15 лет, за заслуги в освоении современной авиационной техники, применение наиболее совершенных методов самолётовождения, высокие показатели в воспитании и обучении летных кадров, многолетнюю безаварийную летную работу и выдающиеся достижения в применении авиации в народном хозяйстве республики.